# 菲氏花粉屬
菲氏花粉屬（拉丁語：Fischeripollis）是一屬已滅絕的茅膏菜科植物。 數個種類有被正式描述，並另外有暫時定名「Fischeripollis sp. A」（菲氏花粉的一種）。
赫爾菲氏花粉的描述是基於澳洲中部Hale Basin的始新世中晚期沈積物的化石化花粉。克魯奇菲氏花粉發現在德國薩克森。波紋菲氏花粉也是原產於歐洲。

## 外部連結
- Fischeripollis sp. A pollen （页面存档备份，存于） 菲氏花粉的一種（連結1）
- Fischeripollis sp. A pollen （页面存档备份，存于） 菲氏花粉的一種（連結2）